# International Lesbian and Gay Association
International Gay and Lesbian Association (Asociația Internațională a Gay-lor și a Lesbienelor) este o organizație internațională care unește mai mult de 400 de organizații LGBT din toată lumea. Este activă în campania internațională pentru drepturile persoanelor gay, lesbiene, bisexuale și transgen, și petiționează guverne și Națiunile Unite. ILGA este reprezentată prin filiale locale sau asociații afiliate în peste 90 de țări din lume. În România, ILGA este reprezentată de ACCEPT.